# Народна партія (Україна)
«Наро́дна Па́ртія» — українська політична партія.
Створена 5 грудня 1996 року під назвою Аграрна партія України. Важливим в історії цієї партії стало літо 2004 року, коли на VI з‘їзду партії головою було обрано В. М. Литвина, який на той момент займав посаду Голови Верховної Ради України.
Невдовзі за ініціативою В. Литвина партія була перейменована в Народну аграрну партію України. За висловленням Литвина, 
| «Загальнонародна спрямованість партії вимагає відповідного уточнення чи доповнення її назви — Народна аграрна партія України. Вже сама ця назва глибше й об'ємніше розкриє її ідеологічне обличчя та розведе обрії розвитку…Якщо ми мислимо на перспективу, а не збираємося жити тільки сьогоденням та спрощеними виробничими уявленнями про призначення партії, треба наважитися на такий крок» |
11 лютого 2005 року на VII позачерговий з‘їзд партії, партія вдруге змінює свою назву — на «Народну Партію». Цю назву партія зберігає до сьогодення. Виступаючи на з'їзді, Володимир Литвин чітко означив роль партії в політичному житті України як центристської, об'єднуючої сили.
Серед пріорітетів партії, лідери зазначають такі:
- досягнення національної єдності;
- принципове, з урахуванням національних традицій та сучасних соціально-економічних реалій, осмислення проблем, пов'язаних з ринком землі — ми на землю повинні подивитися в широкому контексті цього питання;
- розділення бізнесу і політики; деолігархізацію влади (тут у нас підхід повинен бути такий, що одних олігархів не повинні замінити інші олігархи);
- відстоювання національних інтересів України за умов поглиблення європейських та світових інтеграційних процесів;
- утвердження політичної нації, сформування громадянського суспільства.

На Парламентських виборах 2006 року Народна Партія балотується у складі Народного блоку Литвина, який набирає 619,9 тис. голосів виборців (2,44 %) і не потрапляє до Парламенту, не подолавши 3-х відсотковий бар'єр.
У 2007 році в Україні почалась політична криза, наслідком якої стало оголошення про дострокові вибори до Верховної Ради України. Народна Партія об'єдналась у виборчий блок з Трудовою партією України. Головне гасло блоку — «Країні потрібен Литвин!». За результатами голосування «Блок Литвина» подолав прохідний бар'єр, а керівника партії Володимира Михайловича Литвина було обрано Головою Верховної Ради VI скликання.

## Джерело
- Офіційний сайт партії [Архівовано 27 серпня 2007 у Wayback Machine.]
- Офіційний сайт Закарпатської обласної організації Народної партії
- Офіційний сайт Рівненської обласної організації Народної Партії

| Політичні партії і рухи | Це незавершена стаття про політичну партію України. Ви можете допомогти проєкту, виправивши або дописавши її. |